# Sikundo
Sikundo is een bestuurslaag in het regentschap Aceh Barat van de provincie Atjeh, Indonesië. Sikundo telt 230 inwoners (volkstelling 2010).